# April Grace
April Grace (Lakeland (Florida), 12 mei 1962) is een Amerikaanse actrice.

## Carrière
Grace begon in 1990 met acteren in de televisieserie China Beach, hierna speelde zij nog in meerdere televisieseries en films. Zij speelde in onder andere Star Trek: The Next Generation, Chicago Hope, Joan of Arcadia,  I Am Legend, A Good Day to Die Hard en Sons of Anarchy.
Grace werd in 2000 samen met de cast genomineerd voor een Screen Actors Guild Awards voor haar rol in de film Magnolia.

## Filmografie

### Films
Uitgezonderd korte films.
- 2021 Voyagers - als missie-directrice
- 2020 The 11th Green - als Lila Parnell
- 2019 Miss Virginia - als mrs. Jackson
- 2019 Joker - als Arkham psychiater
- 2019 Don't Let Go - als Julia Rodriguez
- 2015 The Hunger Games: Mockingjay - Part 2 - als dr. Aurelius
- 2014 Winter's Tale - als dr. Elizabeth Lee
- 2014 Whiplash - als Rachel Bornholdt
- 2013 A Good Day to Die Hard - als Sue Easton
- 2010 Day One - als Max
- 2009 Fame - als moeder van Denise
- 2008 American Son] - als Donna
- 2007 I Am Legend - als tv persoonlijkheid
- 2007 Choose Connor - als Joanne
- 2006 Behind Enemy Lines II: Axis of Evil - als Ellie Brilliard
- 2005 Constantine - als dr. Leslie Archer
- 2004 The Assassination of Richard Nixon - als Mae Simmons
- 2001 A.I.: Artificial Intelligence - als collega
- 2000 Finding Forrester - als Ms. Joyce
- 2000 Waterproof - als Tyree Battle
- 1999 Dodge's City - als Anne Kincaid
- 1999 Magnolia - als Gwenovier
- 1999 The Hunter's Moon - als Mrs. Rabe
- 1998 Playing by Heart - als Valery
- 1998 Twilight - als politie stenograve
- 1997 Chicago Cab - als Shalita
- 1997 Bean: The Ultimate Disaster Movie - als verpleegster Pans
- 1997 The Beneficiary - als dr. Gower
- 1996 Voice from the Grave - als Jennie
- 1995 Headless Body in Topless Bar - als Letitia Jackson
- 1995 Safe - als Susan
- 1994 Angie - als ICU verpleegster
- 1994 MacShayne: Winner Takes All - als casino caissière

### Televisieseries
Uitgezonderd eenmalige gastrollen.
- 2021 Insecure - als moeder van Lawrence - 2 afl.
- 2021 David Makes Man - als dr. Halloway (therapeute van David) - 3 afl.
- 2020 Interrogation - als Herald onderzoeker Theresa Adler
- 2019 Sneaky Pete - als therapeute - 3 afl.
- 2018 The Incredible Life of Darrell - als moeder - 5 afl.
- 2016 Berlin Station - als Jemma Moore - 3 afl.
- 2016 Zoo - als Eleanor - 3 afl.
- 2015 How to Get Away with Murder - als rechter Renee Garret - 2 afl.
- 2014 Sons of Anarchy - als Loutreesha Haddem - 5 afl.
- 2012 Last Resort - als Amanda Straugh - 2 afl.
- 2010-2011 Pretty Little Liars - als agente Cooper - 2 afl.
- 2008-2009 Ghost Whisperer - als The Watcher - 2 afl.
- 2007 The Nine - als Andrea Williams - 5 afl.
- 2006-2007 Lost - als Bea Klugh - 3 afl.
- 2006 The Lost Room - als Lee Bridgewater - 3 afl.
- 2003-2004 Joan of Arcadia - als Toni Williams - 15 afl.
- 2003 Strong Medicine - als Aneesha Walker - 2 afl.
- 2002-2003 Without a Trace - als Delia Rivers - 2 afl.
- 2002 The Shield - als Frances Housely - 2 afl.
- 2001 Family Law - als Kathryn Kaminsky - 2 afl.
- 2001 The Beast - als Sonya Topple - 4 afl.
- 2000 Boston Public - als Sandra Henderson - 2 afl.
- 1996-1997 Chicago Hope - als Elizabeth Hancock Tally - 4 afl.
- 1990-1992 Star Trek: The Next Generation - als transport technicus Hubbell - 5 afl.

- Library of Congress Control Number: no2010095375
- Virtual International Authority File: 121639840
- WorldCat: E39PBJxMmg3RhytR4M7F3FhmBP